# Gaiana
Il Gaiana è un torrente dell'Emilia-Romagna che scorre interamente nella provincia di Bologna.

## Corso
Il Gaiana nasce dal Monte Calderaro, sulle pendici settentrionali del massiccio del Monte Grande, nell'Appennino bolognese, a circa 550 m s.l.m., nel comune di Castel San Pietro Terme. 
Il suo corso prosegue verso nord. Giunto in pianura lambisce l'omonima frazione di Castel San Pietro dove riceve le acque del rio rosso, quindi entra nel comune Medicina, a ovest del capoluogo presso la frazione di Villa Fontana, per poi gettarsi dopo un percorso di 23,5 km, nel torrente Quaderna, del quale costituisce il più importante affluente. 
Nei pressi di Villa Fontana attorno al torrente si è formato un bosco a galleria costituito da pioppi bianchi, pioppi neri, salici e abitato da diverse specie animali come fagiani, lepri, istrici e caprioli. 

## Eventi storici
Lungo il torrente Gaiana si svolse il 17 e il 19 aprile 1945 un sanguinoso combattimento (la Battaglia della Gaiana) tra alleati e tedeschi.